# کوپرولو محمد پاشا
کوپرولو محمد پاشا (ترکی عثمانی: كپرولی محمد پاشا؛ ح. 1575 – ۳۱ اکتبر ۱۶۶۱ (aged 85-86)) سیاستمدار اهل امپراتوری عثمانی بود. او وزیر اعظم امپراتوری عثمانی و بنیانگذار خاندان کوپرولو بود.  او با ریشه کن کردن فساد و سازماندهی مجدد ارتش عثمانی به بازسازی قدرت امپراتوری کمک کرد. همزمان بااین تغییرات کوپرولو مرزهای امپراتوری را گسترش داد و قزاق ها، مجارها و مهمتر از همه، ونیزی ها را شکست داد. 

## زندگی
او در روستای روشنیک در سنجاق برات، آلبانی از پدر و مادری آلبانیایی به دنیا آمد.او سرانجام به مقام پاشایی رسید و در سال ۱۶۴۴ میلادی به عنوان "بیلربی" ایالت ترابیزون منصوب شد. ظهور اولیه محمد پاشا با مشارکت او در شبکه های ارتباطی با سایر آلبانیایی ها در دولت عثمانی تسهیل شد. حامی اصلی او وزیر اعظم آلبانی کمانکش کارا مصطفی پاشا بود که انتصاب کوپرولو محمد را تضمین کرد.بعداً او در سال ۱۶۴۷ میلادی بر استان های اگیر، قره‌مان در ۱۶۴۸، و آناطولی در سال ۱۶۵۰ حکومت کرد.
در سال ۱۶۵۶ میلادی ، اوضاع سیاسی در امپراتوری عثمانی بحرانی بود. جنگ در کرت علیه ونیزی ها هنوز ادامه داشت. نیروی دریایی عثمانی تحت فرماندهی کاپودان پاشا (دریاسالار بزرگ) کنان پاشا، در ماه مه ۱۶۵۶، در نبرد داردانل (۱۶۵۶) توسط نیروی دریایی ونیزی و مالتی شکست خورد و نیروی دریایی ونیزی به محاصره تنگه‌های چاناک کاله ادامه داد و ارتباط با ارتش عثمانی مستقر در کرت را قطع کرد. از قسطنطنیه، پایتخت  یک توطئه سیاسی برای سرنگونی سلطان محمد چهارم به رهبری وزیران مهمی از جمله مفتی اعظم (شیه‌السلام) هوکازاده مسعود افندی در جریان بود. این توطئه کشف شد و توطئه گران اعدام یا تبعید شدند.

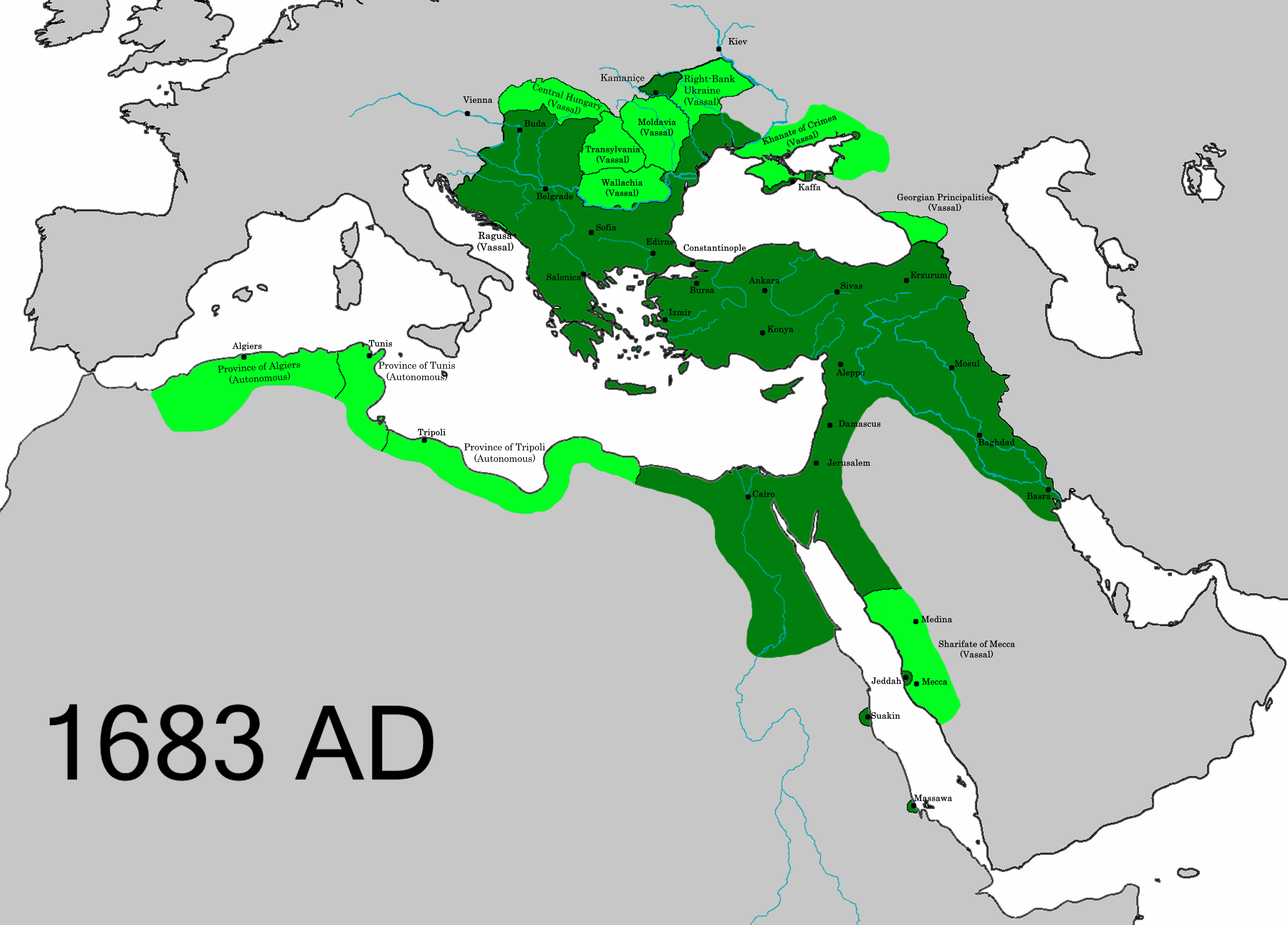
امپراتوری عثمانی در دوران مدیریت خاندان کوپرولو به اوج گسترش خود رسید.[6].

### وزیر اعظم
کوپرولو به استانبول فراخوانده شد و در ۱۴ سپتامبر ۱۶۵۶ میلادی سمت وزیر اعظم را پذیرفت. او در زمان انتصابش به عنوان وزیر اعظم با ولید سلطان صحبت کرد و شرایط خود را گفت و او نیز پذیرفت.  اختیارات فوق العاده و قدرت سیاسی بدون مداخله حتی از سوی بالاترین مقام یعنی سلطان به او داده شد. البته او گزارش هایی از حکومت داری به تورهان سلطان می داد و در بسیاری از امور اداری از او حمایت می کرد. بنابراین مورخان او را تکیه گاه دولت عثمانی می دانستند.
برای اینکه ولی سلطان یا هر فرد دیگری از حرمسرا در کار او دخالت نکند، پیشنهاد کرد که بلوغ سلطان را تأیید و اعلام کنند. به عنوان وزیر اعظم، اولین وظیفه او توصیه به سلطان محمد چهارم برای شکار و سفر در اطراف بالکان و اقامت در پایتخت قدیمی ادیرنه بود. در ۴ ژانویه ۱۶۵۷، سپاهیان سواره نظام اسپانیایی در قسطنطنیه شورشی را آغاز کردند و این شورش توسط کوپرولو محمد پاشا با کمک نیروهای ینی چری سرکوب شد. ثابت شد که پاتریارک ارتدوکس یونانی قسطنطنیه با دشمنان دولت عثمانی در تماس خیانت آمیز بود و کوپرولو محمد پاشا حکم اعدام او را صادر کرد.سلطان به وزیر اعظم اختیار مطلق بر جان و مال دولت و مردم عثمانی داد و به او اطمینان داد که هرکس به هر منظوری با او مخالفت کند، به دلیل سرپیچی از دستور اعدام خواهد شد.

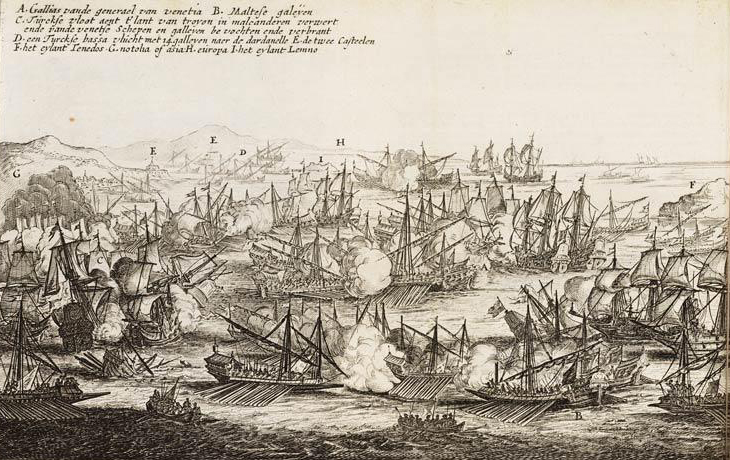
نبرد داردانل